# Zimmermannia mesoloba
Zimmermannia mesoloba is een vlinder uit de familie van de dwergmineermotten (Nepticulidae). De wetenschappelijke naam is voor het eerst voorgesteld als Ectoedemia mesoloba door Donald Ray Davis in een publicatie uit 1978.
De soort komt voor in de Verenigde Staten.